# Thalosang Tshireletso
Thalosang Tshireletso (né le 14 mai 1991) est un athlète botswanais, spécialiste du saut en longueur et du triple saut.

## Biographie
Thalosang Tshireletso fait ses débuts sur la scène internationale en participant en 2011 aux Universiades de Shenzhen.
Entre 2013 et 2017 il s'entraîne au Royaume-Uni au sein de l'Université de Londres-Est, mais il est handicapé par une tendinite rotulienne.
En 2022 il établit un nouveau record national avec un triple bond à 16,77 m qui surpasse les 16,05 m réalisés par Gable Garenamotse en 1999.
Il remporte l'épreuve de la longueur aux championnats d'Afrique de Saint-Pierre, et décroche l'argent au triple saut.

## Palmarès
| Date | Compétition            | Lieu         | Résultat | Épreuve          | Marque      |
| ---- | ---------------------- | ------------ | -------- | ---------------- | ----------- |
| 2022 | Championnats d'Afrique | Saint-Pierre | 1er      | Saut en longueur | 7,82 m (w)  |
| 2022 | Championnats d'Afrique | Saint-Pierre | 2e       | Triple saut      | 16,77 m (w) |

## Records
| Épreuve          | Temps   | Lieu        | Date          |
| ---------------- | ------- | ----------- | ------------- |
| Saut en longueur | 8,04 m  | Gaborone    | 30 avril 2022 |
| Triple saut      | 16,77 m | Francistown | 15 mai 2022   |